# Chitanță
O chitanță (cunoscută și sub denumirea de listă de ambalare, borderou de ambalare, borderou (de livrare), listă de expediere, listă de livrare, factura coletului, manifest sau chitanță client) este un document prin care se recunoaște faptul că o persoană a primit bani sau proprietăți în plată în urma unei vânzări sau a unui alt transfer de bunuri sau a furnizării unui serviciu. Toate chitanțele trebuie să aibă pe ele data achiziției. Dacă destinatarul plății este obligat legal să colecteze taxa pe vânzări sau TVA de la client, suma va fi adăugată la chitanță, iar încasarea ar fi considerată a fi fost în numele autorității fiscale relevante. În multe țări, un comerciant cu amănuntul este obligat să includă taxa pe vânzări sau TVA în prețul afișat al bunurilor vândute, din care valoarea taxei ar fi calculată la punctul de vânzare și remise autorităților fiscale în timp util. În mod similar, sumele pot fi deduse din sumele de plătit, ca și în cazul impozitelor reținute din salarii. Pe de altă parte, bacșișurile sau alte gratuități care sunt oferite de un client, de exemplu într-un restaurant, nu ar face parte din suma plății și nici nu ar apărea pe chitanță.
În unele țări, este obligatoriu ca o companie să furnizeze clientului o chitanță care să confirme detaliile unei tranzacții. În cele mai multe cazuri, destinatarul banilor furnizează chitanța, dar în unele cazuri, chitanța este generată de plătitor, ca în cazul bunurilor care sunt returnate pentru rambursare. O chitanță nu este același lucru cu o factură.
De obicei, nu există o formă stabilită pentru o chitanță, cum ar fi o cerință ca aceasta să fie generată de mașină. Multe terminale de la punctul de vânzare sau case de marcat pot produce automat chitanțe. De asemenea, chitanțele pot fi generate de sistemele contabile, pot fi produse manual sau generate electronic, de exemplu, dacă nu există nicio tranzacție față în față. Pentru a reduce costurile poștale și procesării, multe companii nu trimit chitanțe clienților decât dacă sunt solicitate sau cerute în mod expres de lege, unele transmițându-le electronic. Alții, pentru a reduce timpul și hârtia, pot viza o factură, un cont sau un extras ca „plătit”.